# Heptagenia whitingi
Heptagenia whitingi is een haft uit de familie Heptageniidae. De wetenschappelijke naam van de soort is voor het eerst geldig gepubliceerd in 2007 door Webb & McCafferty.
De soort komt voor in het Nearctisch gebied.